# Д’Андело, Франсуа де Колиньи
Франциск де Колиньи д’Андело (фр. François de Coligny d'Andelot; 18 апреля 1521, Шатийон-Колиньи — 7 мая 1569, Сент) — французский дворянин, участник религиозных войн, младший брат адмирала Гаспара де Шатийона и кардинала Одэ де Колиньи.
Впервые отличился в кампании 1542 года, в 1551-м был взят в плен и заточён в Милане. Освобождённый в 1556 году, перешёл в протестантизм и ещё в 1560 году ратовал за немедленное начало военных действий против французских католиков.

## Участие в Религиозных войнах
Во время Религиозных войн Франсуа д’Андело стал одним из виднейших полководцев протестантской армии. В 1562 году привлёк на свою сторону Орлеан, затем нанимал солдат в Германии, после битвы при Дрё охранял отступление.
В 1567 году вместе с адмиралом и принцем Конде устроил королевской семье так называемый «сюрприз в Мо», впоследствии участвовал в битве при Жарнаке (1569). Д’Андело внезапно умер спустя два месяца после этого сражения, вероятно, будучи отравлен.

## Семья и дети
- жена: Клод де Рьё

Многочисленные портреты Франсуа д’Андело и его супруги выполнены художником Марком Дювалем.